# Ramesses VIII
Usermare Akhenamun Ramesses VIII (cũng còn được viết là Ramses và Rameses) hoặc Ramesses Sethherkhepshef Meryamun (Seth là sức mạnh của ngài, tình yêu của Amun') (từ 1.130-1.129 trước Công nguyên, hoặc chỉ đơn giản là 1130 TCN như Krauss và Warburton xác định niên đại cho vương triều của ông ), là vị pharaon thứ bảy của Vương triều thứ hai muơi thuộc thời kì Tân Vương Quốc của Ai Cập cổ đại, ông còn là một trong những người con trai còn sống cuối cùng của Ramesses III.

## Cai trị
Ramesses VIII là một trong những vị vua ít được biết đến nhất của vương triều này và các thông tin ngày nay về vương triều ngắn ngủi của ông cho thấy ông chỉ ngự trị trên ngai vàng trong một năm là nhiều nhất. Một số học giả cho rằng ông có một vương triều tối đa là hai năm. Thực tế là ông đã lên nắm quyền sau cái chết của Ramesses VII-một con trai của Ramesses VI-mà có thể dẫn đến một sự gián đoạn trong việc kế vị ngai vàng. Vương hiệu của Ramesses VIII, Usermaatre Akhenamun, có nghĩa là "Sự hùng cường là công lý của Re, sự hữu ích của Amun. " Những tượng đài dưới vương triều của ông rất hiếm và chủ yếu bao gồm một văn bia tại Medinet Habu, một sự đề cập đến một vị vua này trong một văn kiện - tấm bia Berlin 2081 của Hori tại Abydos -và một đồ trang sức bọ hung. Niên đại duy nhất được biết đến của ông là một tranh tường năm 1, I Peret ngày 2 trong lăng mộ của Kyenebu ở Thebes. Theo Erik Hornung trong một cuốn sách năm 2006, thời điểm Ramesses VIII lên ngôi đã được Amin Amer xác định là vào khoảng thời gian 8 tháng giữa I Peret ngày 2 và I Akhet ngày 13.
Những dòng chữ trong ngôi mộ nói rằng họ mất 3,5 tháng từ năm 1, I Akhet ngày 13 của Ramesses VIII để bắt đầu làm việc và vẽ các cảnh trong phòng nguyện ở ngôi mộ Kyenebu cho đến năm một, I Peret ngày 2 để hoàn thành công việc. Vì không có sự thay đổi xảy ra trong khoảng thời gian này, cho nên thời điểm Ramesses VIII lên ngôi phải nằm ngoài khoảng thời gian này của văn bản này, "tức là. từ I Peret 3 tới I Akhet 12." 

## An táng
Ông là vị vua duy nhất của vương triều thứ hai muơi mà lăng mộ chưa được xác định rõ ràng trong Thung lũng của các vị vua, mặc dù một số học giả cho rằng những ngôi mộ của hoàng tử Mentuherkhepshef, KV19, con trai của Ramesses IX, ban đầu được bắt đầu cho Ramesses VIII nhưng lại được chứng minh là không phù hợp khi ông trở thành một vị vua.